# 揚武 (スループ)
揚武 (ようぶ、Yangwu) は清国海軍が建造した木造スループで同型艦は無い。
1865年から1875年にかけて実施された建艦計画で建造された最大の艦で、1872年に福州船政局で建造された。就役当初はイギリス人の雇われ艦長の指揮下で練習艦として使用された。1884年、清仏戦争が開戦すると福建艦隊の旗艦となり、馬江海戦に参加した。戦闘開始直後、水雷攻撃により大爆発を起こして乗組員の大半を失い、 間もなく沈没した。

## 艦形
「揚武」は排水量1,393ロングトン、全長190フィート2インチ、幅36フィート、平均吃水16フィート65インチ。John Inglis and Company製の蒸気機関1基とボイラー4基を搭載し、伸縮可能な煙突1本を有した。汽走時の巡航速度は13ノットであった。
兵装は、アームストロング5インチ70ポンド砲を両舷に3門ずつと艦首と艦尾に各1門、6.5インチ150ポンド砲を艦中央部に1門と、24ポンド砲2門を搭載。艦の前後に火薬庫を一か所ずつ有した。

## 艦歴
「揚武」は清国初の国産軍艦として福州船政局で建造された。
「揚武」は1872年4月23日、福州船政局で進水した。1865年から1875年にかけて福州船政局で行われていた大規模建艦計画で建造された7隻目の軍艦で、同計画で建造された19隻の軍艦の内で最大の船だった。建造には25万4千テール（銀貨35万3千ドル）が費やされた。福州船政局は船政総理大臣・沈葆楨の指揮下にあったが、実質は西洋人の雇われ技術者達に主導されており、彼らは西洋では装甲艦の登場によって木造軍艦が時代遅れになりつつあったにも拘わらず、清国政府には木造艦の建造を続けるよう助言していた。後に清国政府はプロスパー・ジクェルをはじめとするフランス人技術者が、故意に時代遅れの機器や技術を提供したと抗議している。

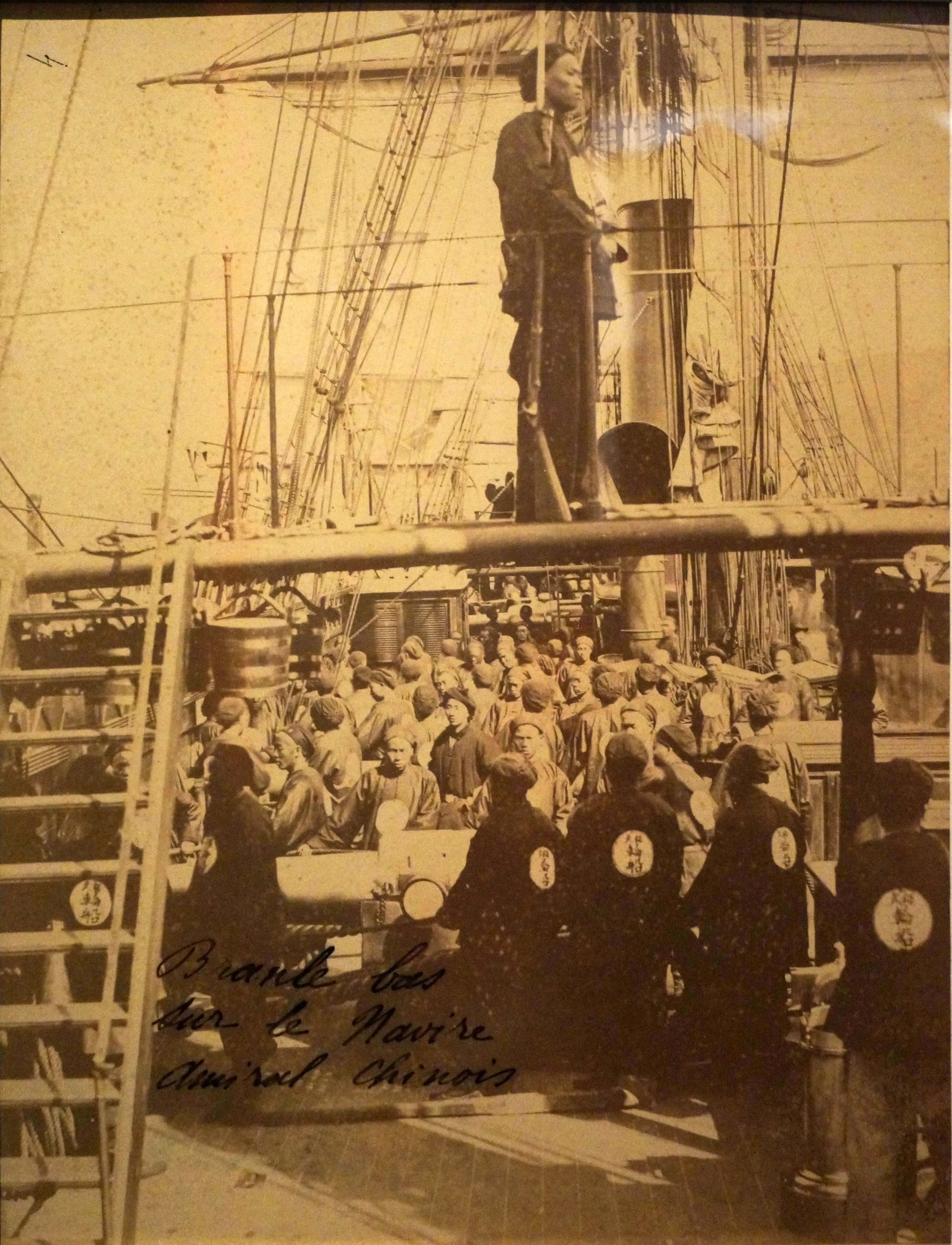
「揚武」甲板上の清国人船員たち

進水後、1875年から清国人士官候補生や士官のための練習艦として主に南シナ海で活動し、清国軍艦として初めて日本を訪問した。1876年6月の『Shanghai Courier』の記事によると、30人の船員が乗り組んでいたという。 当時の艦長はイギリス人のトレーシーが雇われて務めていたが、彼は勅任艦長に昇進してイギリス海軍に戻ることになった。後任には同じ英国人のラックスモアが就任した。他に2名のイギリス人が士官として乗り組んでおり、その他の乗組員はすべて清国人だった。
1876年の夏、「揚武」はオーストラリアを訪問した。12月にはシンガポールに寄港し、その際に郵便船に便乗してイギリスに赴任する途中の清国の外交官2名の訪問を受けている。 「揚武」は次にマニラに向けて出港し1877年2月に到着するが、その際に砲に装てんされた礼砲用の火薬が暴発して船員が死亡する事故が起こり、この船員の遺骸はマニラ市内の墓地に埋葬された。「揚武」の来航は現地の人々、特に華僑の間で話題となり、彼らは「揚武」を見物するために小舟で海に繰り出したりマニラ湾を見下ろす灯台のある丘に登ったりした。
フランスと清国の間で緊張が高まっていた1884年6月23日、「揚武」を含む清国艦隊は芝罘（現在の煙台）で巡洋艦2隻とスループ1隻からなる小艦隊と遭遇した。この時、フランス側は自国の巡洋艦の威容と火力を清国側に見せつけた。フランスの巡洋艦は清国最大の艦艇である「揚武」の2.5倍近い大きさで、その主砲は4,000m以上先の目標に砲弾を命中させることができた。その後、「揚武」は福州船政局に向かい、残りの清国艦は天津港へ向かった。

### 馬江海戦
1884年8月9日、フランス海軍は清国によるベトナムのトンキン侵攻（トンキン戦役）への報復として、台湾の基隆を攻撃して占領した。その後、アメデ・クールベ少将率いる4隻の巡洋艦（ヴォルタ (Volta)、デュゲイ・トルーアン (Duguay-Trouin)、ヴィラール (Vilars)、デスタン (d'Estang) ）と多数の小艦艇によって構成されたフランス極東艦隊が福州船政局を攻撃すべく閩江を遡上してきた。清国はフランスに宣戦布告し、清仏戦争が始まった。
フランス艦隊を迎え撃つ福建艦隊は旗艦の「揚武」以下、砲艦5隻、輸送艦5隻、多数の大型ジャンクで構成されていた。付近にはイギリス海軍とアメリカ海軍の艦艇も停泊していたが、彼らはフランス側の事前通告を受けて予定される戦闘海域から退避した。フランス側が増援の装甲艦「トリオファンテ」 (Trionphante) の到着を待っていたため、両軍は海上で数日間にらみ合った。フランス側は8月23日午前2時より戦闘開始と決め、「揚武」と砲艦「福星」への攻撃は2隻の水雷艇が担当することになった。

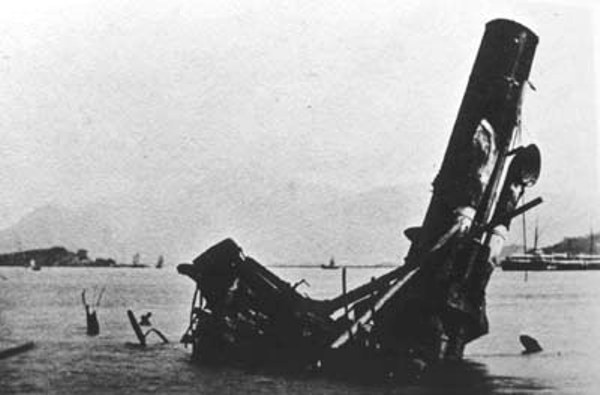
海戦後、水面に残る「揚武」のマスト

8月23日午前2時前、清国砲艦「振威」のフランス砲艦「リンクス」(Lynx) への砲撃をもって戦闘が開始された。この砲声を合図に2隻の水雷艇は突撃し、約27秒後に46号水雷艇の放った外装水雷が水線下の船尾に命中した「揚武」で爆発が起こった。この爆発を生き延びた「揚武」乗組員は15名しかおらず、爆風によって遺体が戦場から1マイル (1.6 km) 以上離れた民家の屋根の上まで飛ばされたという記録があるが、これは誇張されたものである。生存者数についても、公式の報告書では将校が生存していたとあるが、戦闘を目撃した米国のスループ「エンタープライズ」(USS Enterprise) 乗員の証言によれば、生き残ったのは爆発が起こる前に川に飛び込んだ水兵だけだったとされている。

戦闘後、「揚武」船尾にいて生還したという人物の証言が『The Brsibane Courier』紙に掲載された。その証言によれば、
水雷攻撃を受けたとき「揚武」は巡洋艦「ヴォルタ」と交戦しており、爆発が起きた後も砲撃を続けるよう命令された。フランス艦からの砲撃に遭いながらも「揚武」は敵の水雷艇のうち1隻を沈めた。私は艦長から救命具を渡され、部下が先に水に飛び込み、私と艦長が続いた。その直後に艦前部の弾薬庫が爆発し、艦は完全に破壊された。
とある。
制御を失い漂流していた「揚武」の船体はフランス艦の砲撃を受けて火災を起こし沈没した。海戦はフランスの勝利に終わり、フランス側には死者6 - 12名、行方不明者27名が出た。一方、清国側には死者512名、負傷者150名、さらに多数の行方不明者が出た。その後、フランス艦隊は2日間にわたって福州船政局を砲撃し、清国の沿岸砲台を攻撃しながら閩江を下って撤退した。